# Vid Valič
Vid Valič, slovenski stand-up komik, igralec in televizijski voditelj, * 25. januar 1982.

## Življenjepis
Vid Valič ustvarja na slovenski medijski in Stand-up sceni od leta 2001. Pri šestnajstih letih se je začel ukvarjati z improvizacijskim gledališčem. Tri leta je improviziral in tekmoval v ŠILI - Šolski impro ligi pri ekipi "Vidci" z Aškerčeve gimnazije. Tretje leto so osvojili prvo mesto v ŠILI in tako napredovali v Impro ligo, kjer so tekmovali še dve leti. Leta 2001 se je prvič pojavil na nacionalni televiziji v oddaji Štafeta mladosti, kjer je z Jožetom Robežnikom in Janezom Trontljem pisal in igral v skečih znotraj rubrike z imenom »Biti IN«. Skupaj so naredili eno sezono potem pa je moral Valič v vojsko. Po opravljeni dolžnosti se je vrnil nazaj v improvizacijsko gledališče v sklopu projekta Gverila Teater, kjer je nastopal 3 leta. Leta 2006 je prvič nastopil kot Stand-up komik. Maja 2007 je začel z organizacijo projekta StendAp (večeri Stand-up komedije) v KUD-u France Prešeren. Od leta 2007 do leta 2012 je v KUD-u France Prešeren enkrat na mesec, osem mesecev na leto organiziral in nastopal na večerih StendAp komedije. Od leta 2007 pa do leta 2014, je vsako leto nastopil tudi na festivalu Trnfest. Leta 2008 je nastopil na prvem slovenskem festivalu Stand-up komedije Panč. Na Panču je nastopil še leta 2009, 2010, 2011, 2016 ter leta 2017. Leta 2010 se je prvič pojavil na komercialni televiziji Pop TV kot eden od dveh voditeljev oddaje Slovenija ima talent.  Njegove delo na televiziji zaenkrat odražajo oddaje: Slovenija ima talent (5 sezon), Vid in Pero šov (3. sezone), Stand-up comedy roast Vida Valiča, produkcija oddaje StendAp predstavlja (3.sezone) v kateri je poleg njega nastopilo še 15 komikov in komičark, serija Ja, chef, kjer je igral v 10-ih epizodah ter avtorska komična serija Vse punce moj'ga brata, ki sta jo Vid in Domen Valič napisala skupaj z Urško Mlakar in Jušem Milčinskim ter tudi odigrala glavni moški vlogi.  

### Predstave
Njegove najbolj odmevne predstave in Stand-up predstave so: Udar po moško ter Udar po moško 2, Do nazga, Ebola, Tvoj bodoči bivši mož, Seks po slovensko in Strast, dojenček in rompompom. 

### Zasebno
Vid je sin igralca Iztoka Valiča in Amande Mlakar ter vnuk igralca Aleksandra Valiča. Njegov brat je Domen Valič, diplomirani igralec in TV voditelj. 

## Igralska rodbina Valič

### Potomci Aleksandra Valiča
| ↓ Aleksander Valič ↓ (1919–2015)        | ↓ Aleksander Valič ↓ (1919–2015)        | ↓ Aleksander Valič ↓ (1919–2015) |
| ↓ njegov sin ↓                          | ↓ njegov nečak ↓                        | ↓ njegov daljni sorodnik ↓       |
| --------------------------------------- | --------------------------------------- | -------------------------------- |
| ↓ Iztok Valič ↓ (1950– )                | ↓ Dare Valič ↓ (1941–2023)              | ↓ Aleš Valič ↓ (1955– )          |
| Vid Valič (1982– ) Domen Valič (1984– ) | Nina Valič (1973– ) Blaž Valič (1974– ) | Matic Valič                      |